# Apendicitis
L'apendicitis és la inflamació de l'apèndix, situat en el cec. Normalment els casos d'apendicitis lleus es poden guarir sense cirurgia; no obstant això, la major part d'ells requereixen un procediment quirúrgic anomenat apendicectomia, per tal d'extirpar l'apèndix inflamat. En casos sense tractament, l'índex de mortalitat és elevat, principalment a causa d'una peritonitis i un xoc sèptic quan l'apèndix inflamat es trenca.

## Epidemiologia
L'apendicitis és un diagnòstic la incidència màxima de la qual es troba entre els 20 i 30 anys. En aquesta franja d'edat, a banda de les hèrnies estrangulades, és la causa més freqüent de dolor intens, sobtat i de cirurgia abdominal. És també una causa rellevant i principal en la cirurgia en preescolars i escolars.
La taxa d'apendicectomia és aproximadament del 12% en homes i del 25% en dones. En la població en general les apendicectomies per una apendicitis apareixen en 10 de cada 10000 pacients cada any i les taxes de mortalitat són menors d'1 per cada 100 000 pacients des dels anys 70.
A escala mundial, la incidència d'apendicitis és molt menor en països en vies de desenvolupament, sobretot en algunes parts d'Àfrica i en grups de nivell socioeconòmic més baix. La tecnologia i la ciència han avançat molt i permeten un diagnòstic ràpid i eficaç de l'apendicitis. Tot i així, l'apendicitis es diagnostica de forma errònia en un 15% dels casos.

## Fisiopatologia
La principal teoria de la fisiopatologia de l'apendicitis apunta cap a un taponament de la llum de l'apèndix. L'etiologia principal és el bloqueig de l'apèndix per femta, cossos estranys o, en rares ocasions, tumors.
L'augment progressiu de la pressió intraapendicular va ocloent per pressió externa primer els capil·lars limfàtics, després els venosos, i al final, els arterials, conduint a una isquèmia que evoluciona a gangrena i posteriorment a perforació. La perforació condueix a una peritonitis i aquesta a la mort del pacient. Aquesta ruta de progressió de la malaltia s'interromp amb el procés quirúrgic.

## Simptomatologia

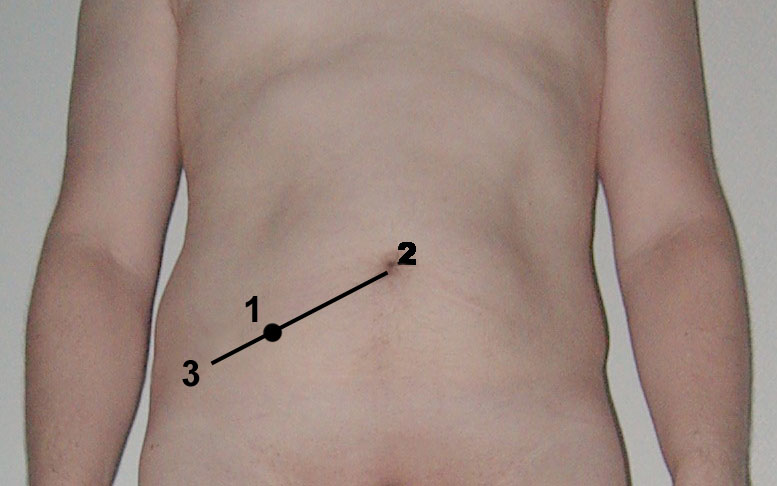
Localització del punt de McBurney

La simptomatologia de l'apendicitis és molt confusa sobretot en nens, dones en edat fèrtil i persones d'edat avançada. El seu diagnòstic a vegades és complicat de fer pels possibles diagnòstics diferencials que hi pot haver.
El primer símptoma que apareix és el dolor a la fossa ilíaca dreta. Aquest dolor comença de forma molt esporàdica i lleugera però a poc a poc es torna més sever i agut. Juntament amb aquest dolor, poden aparèixer nàusees, vòmits i inapetència.
El dolor que es presenta en un quadre d'apendicitis és fàcilment localitzable en un punt molt concret, anomenat punt de McBurney.
Aquest dolor pot empitjorar dia a dia, sobretot al caminar, tossir, etc. Alguns dels símptomes que també poden aparèixer són: febre, calfreds, femta dura, etc.

## Diagnòstic
El diagnòstic de l'apendicitis es basa en l'exploració física i en l'historial mèdic, completat amb anàlisi de sang, orina i altres proves com les radiografies simples d'abdomen, en bipedestació i en decúbit.
Hi ha tota una sèrie de signes que ens permeten fer un diagnòstic més objectiu i acurat.
- Signe de Rovsing
- Signe de Blumberg
- Signe del psoas

El tacte rectal pot servir per a orientar el diagnòstic: si la paret dreta (on hi ha l'apèndix) està inflamada, és probable que el pacient tingui apendicitis. Les ecografies i les ecografies Doppler també ofereixen informació útil per a detectar apendicitis, però en una quantitat gens negligible de casos (al voltant del 15%), especialment en aquells en un estat inicial sense líquid lliure intraabdominal, una ultrasonografia de la regió de la fossa ilíaca pot no revelar res d'anormal a pesar d'haver-hi apendicitis. Sovint, en una imatge ecogràfica pot distingir-se el que és apendicitis d'altres malalties amb signes i símptomes molt similars com per exemple la inflamació dels ganglis limfàtics propers a l'apèndix. En situacions on hi ha una tomografia computada (TC) disponible, és el mètode preferit. Una TC correctament realitzada té una taxa de detecció (sensibilitat) per sobre del 95%. El que es busca en una TC és la falta de contrast en l'apèndix i signes d'engruiximent de l'apèndix, normalment >6mm. en una secció transversal; també poden haver-hi evidències d'inflamació regional, l'anomenat "greix desflecat". Les ecografies són especialment útils per valorar les causes ginecològiques del dolor abdominal dret inferior en dones, ja que la TAC no és el mètode ideal en aquestes circumstàncies.